# Carex swanii
Carex swanii är en halvgräsart som först beskrevs av Merritt Lyndon Fernald, och fick sitt nu gällande namn av Kenneth Kent Mackenzie. Carex swanii ingår i släktet starrar, och familjen halvgräs. Inga underarter finns listade i Catalogue of Life.